# Мальцов, Аким Васильевич
Аким Васильевич Мальцов (? — 1785) — русский промышленник из рода Мальцовых, основатель посёлка (впоследствии — города) Гусь-Хрустального.

## Биография
Родился в семье стеклопромышленника, основателя Можайской фабрики Василия Мальцова-большего.
В 1746 году Аким (Яким) вместе с братом Александром выступают в права наследства Можайским заводом. В этом же годы новые наследники, купив сельцо Новое в Можайском уезде с 37 крепостными, основали Новосельский завод, который вырабатывал оконное стекло, хрустальную и стеклянную посуду.
В 1756 году основал во Владимирском уезде Московской губернии, при сельце Никулине, в урочище Шиворово на реке Гусь новый хрустальный завод на месте нынешнего города Гусь-Хрустальный. Первое упоминание о Гусевском заводе встречается в «портфелях Миллера». В одном из документов за 1778 год сообщается: «… В Володимерском уезде хрустальные и стеклянные фабрики: 1. Якима Мальцова при реке Гусь и сельцо Гусь называется, где фабрика заведена, делает стаканы и рюмки простые. В сельце душ до ста крестьян… У Якима есть и полотняная фабрика в Гжатском уезде, в сельце Новом, основанная в 1762 году. В той же фабрике 5 станов на коей делают ревендуг… Яким имеет дом за Москвою-рекою в приходе Космы и Домениана в Малой Екиманской улице…». С 1756 года приказчиком Гусевской «хрустальной и стеклянной фабрики» работает Фома Мальцов, двоюродный брат Акима.
В начале 1760-х годов Аким Мальцов был обвинён в тайной приверженности старообрядчеству, что по тем временам являлось тяжким преступлением и грозило большими неприятностями. Во Владимирском архиве сохранилось даже дело «О потаенном расколе орловского купца Якима Васильева Мальцева по доношению мастера на хрустальной и стеклянной фабрике близ села Селимова Владимирского уезда Григория Никитича Воробьева». Из материалов «дела» видно, что Мальцов придерживался старой веры, хотя и не открыто, но принуждал к старообрядчеству лиц, работавших у него на заводе, заставляя «молиться по обычаю его, Мальцева, в его доме» при заводе, где была «устроена особая для этого молельня с подобающей обстановкой». Дело длилось около трех лет, совпав с тремя царствованиями. Оно, однако, осталось без последствий. Богатство и авторитет Мальцова помогли прекращению расследования.
В 1767 году Акима Мальцова купечество города Орла избрало своим депутатом в имевшую всесословный характер екатерининскую комиссию 1767 года по составлению нового Уложения. Он стал одним из её 622 депутатов, что «значило стать вхожим в правленческие круги государства».
По указу от 14 августа 1775 года Аким Мальцов за свои заслуги был возведён в дворянское достоинство и получил высокий чин генерал-лейтенанта, согласно Табели о рангах. Вклад его в развитие мальцовского дела был чрезвычайно велик. При нём вместо небольших фабрик на Владимирщине и Брянщине создаются новые, более крупные производства, положившие начало обширным мальцовским владениям в этих местах.
В 1785 году Аким Васильевич Мальцов умирает. После него остались четыре дочери — Анна (с 12 апреля 1808 года замужем за Дмитрием Ильичем Мухановым), Екатерина, Прасковья, Александра и два сына — Сергей (1771—1823) и Иван.